# 汉斯-约阿希姆·科尔罗伊特
漢斯-約阿希姆·科爾羅伊特（德語：Hans-Joachim Koellreutter，1915年9月2日—2005年9月13日）是巴西指揮家、教師與音樂學學者。他將無調音樂體系引入巴西，其理論引來當地民族樂派和序列音樂主義者之間的論辯，對於巴西藝術音樂在20世紀的發展至關重要。

## 生平歷略
科爾羅伊特出生於德國弗赖堡，1937年之後長居巴西，並成為當地重要的音樂家之一。他的門生包括Gilberto Mendes、Cláudio Santoro、Antônio Carlos Jobim、Denis Mandarino以及Jayme Amatnecks等著名人士 。1937年至1952年間，任教於里約熱內盧巴西音樂院（Conservatorio Brasileiro de Música, Rio de Janeiro），教授和聲學、對位法、賦格、作曲等科目。亦曾為巴西巴海亞大學音樂系主任、教授。
他在亞洲地區的活動包括：擔任東京歌德學院及德國文化研究所主任，慕尼黑歌德學院駐日本韓國地區代表，印度新德里德國文化研究所所長等。
2005年9月13日，科爾羅伊特在聖保羅過世。彼時，他恰才慶祝了自己的九十歲生日。

## 獲獎與榮譽
- 柏林福特基金會獎
- 巴海亞大學榮譽博士
- 巴西政府大十字獎章（Cruzeiro do Sul），1969年

## 作品節選
- 《西洋音樂史》（History of Western Music）

## 外部連結
- 汉斯-约阿希姆·科尔罗伊特的Discogs页面（英文）